# Cattle Decapitation
A Cattle Decapitation (szó szerinti fordításban "szarvasmarha-lefejezés") amerikai deathgrind együttes.

## Története
1996-ban alakultak San Diegóban. Dalaik fő témája az állatokkal szembeni kegyetlenség, az állatok elfogyasztása, valamint az emberek által végzett pusztítás. Gyakran énekelnek arról, hogy gyakorlatilag inkább az embereket kéne megenni/bántalmazni, amiért bántalmazzák az állatokat.  Lemezborítóik miatt botrányba is keveredtek már, például a 2004-es Humanure albumuk borítója miatt, amely a Pink Floyd "Atom Heart Mother" című lemezének borítóját parodizálta ki groteszk módon. A 2002-es "To Serve Man" lemezüket pedig betiltották Németországban, borítója miatt. Különlegesnek számít az együttes a grindcore/death metal színpadán, ugyanis kevés együttesnek vannak vegetáriánus tagjai. A Cattle Decapitation fellépett már Magyarországon is, 2016-ban, a Dürer Kertben. Egy 2005-ös középlemezen a zenekar együtt szerepelt a kutyákból álló Caninus grindcore együttessel. Népszerűséget értek el a metal rajongók körében Travis Ryan változatos hangja miatt is. Szövegeik témái miatt az állatvédők körében örvendenek kivételesen nagy népszerűségnek.
Az együttes jelentős hangzásvilág-változáson ment keresztül: az 1996-os demójukat inkább a powerviolence hangzás jellemezte, és pár másodperces dalok szerepeltek a lemezen, korábbi albumaikra inkább a goregrind/deathgrind hangzás volt jellemző, míg 2012-es albumukkal kezdve technikás/progresszív/melodikus death metalt játszanak. A melodikus lemezeiket egyben a változatosság is jellemzi, hiszen az énekes, Travis Ryan variálja hangját a dalok során: egyszerre hörög és énekel is.
Korábban csak vegetáriánus tagokkal rendelkeztek, mára már csak Travis Ryan és Josh Elmore vegetáriánusok a zenekarból.
Különlegességként megemlítendő, hogy a zenekar inkább csak a 2004-es nagylemezük után ért el komolyabb sikereket, az előző albumaikat a metal témájú weboldalakon nagyrészt negatív kritikákkal illették, a fő kritika az "unalmas" volt velük szemben.
Travis Ryan a Cattle Decapitation mellett a Murder Construct nevű grindcore együttes énekese is.

## Jelenlegi tagok
- Travis Ryan - ének
- Josh Elmore - gitár
- Dave McGraw - dobok
- Belisario Dimuzio - gitár (2018-)
- Olivier Pinard - basszusgitár (2018-)

## Korábbi tagok
- Dave Astor - basszusgitár (1996), dob (1997-2003)
- Gabe Serbian - dob (1996), gitár (1997-2001)
- Scott Miller - ének, gitár (1996)
- Troy Oftedal - basszusgitár (1998-2009)
- Michael Laughlin - dob (2003-2006, 2007)
- Derek Engemann - basszusgitár (2010-2018)

## Diszkográfia

### Stúdióalbumok
- Homovore (2000)
- To Serve Man (2002)
- Humanure (2004)
- Karma.Bloody.Karma (2006)
- The Harvest Floor (2009)
- Monolith of Inhumanity (2012)
- The Anthropocene Extinction (2015)
- Death Atlas (2019)
- Terrasite (2023)

### Egyéb kiadványok
- Ten Torments of the Damned (demó, 1996)
- Human Jerky (középlemez, 1999)
- Decapitacion! (spanyol nyelvű középlemez, 2000)
- Cattle Decapitation / Caninus (split EP, 2005)
- Medium Rarities (ritkaságokat tartalmazó válogatáslemez, 2018)